# Rezervația naturală Gura Dobrogei
Gura Dobrogei este o arie protejată de interes național ce corespunde categoriei a IV-a IUCN (rezervație naturală de tip mixt), situată în județul Constanța, pe teritoriul administrativ al orașului comunei Târgușor.

## Localizare
Aria naturală se află în partea sudică a Dobrogei, în nord-estul județului Constanța, pe teritoriul estic al satului Târgușor și cea nordică-vestică a localității Palazu Mic și cea sud-vestică a localității Cogealac , în apropierea  drumul național DN22 care leagă municipiul Constanța de orașul Babadag și este străbătută de valea Casimcei.

## Descriere
Rezervația naturală  a fost declarată arie protejată prin Hotărârea  de Guvern Nr.1143 din 18 septembrie 2007, publicată în Monitorul Oficial al României, Nr.691 din 11 octombrie 2007 (privind instituirea de noi arii protejate) și se întinde pe o suprafață de 242,70 hectare.
Aria naturală reprezintă o zonă de interes geologic, floristic și faunistic din Podișul Casimcei alcătuită din abrupturi calcaroase (atribuite jurasicului), cheiuri și maluri de văii, ce adăpostește o gamă variată de floră (cu specii halofile, higrofile, mezohigrofile) și asigură condiții de găzduire, hrană și cuibărit pentru mai multe specii de păsări migratoare și de pasaj. Aria naturală se suprapune sitului Natura 2000 - Cheile Dobrogei, arie naturală de protecție specială avifaunistică.